# Cedric Liddell
Cedric Haswell Liddell, född 11 juni 1913 i Clinton, död 4 juni 1981 i Walkerton, var en kanadensisk roddare.
Liddell blev olympisk bronsmedaljör i åtta med styrman vid sommarspelen 1932 i Los Angeles.